# Apă cu conținut redus de deuteriu
Apa cu conținut redus de deuteriu este o apă care conține mai puțin deuteriu decât apa din natură.
Hidrogenul are doi izotopi stabili: protiu și deuteriu. Nucleul de protiu conține un proton iar cel de deuteriu conține un proton și un neutron, ceea ce face ca masa deuteriului să fie dublă față de cea a protiului. De aceea, apa care are molecula formată doar din doi atomi deuteriu legați de un atom de oxigen(D2O) se numește și apă grea, iar apa care conține în moleculă doar protiu și oxigen (H2O) este denumită și apă ușoară. În natură coexistă ambele variante, dar și cea intermediară (HDO), în care molecula de apă conține un atom de protiu și un atom de deuteriu alături de un atom de oxigen.
Conform Vienna Standard Mean Ocean Water, concentrația medie a deuteriului în apă din natură este de 155.76 ppm.
La producerea apei grele, care are aplicații în tehnologia nucleară, apa cu conținut redus de deuteriu este un subprodus. Ea poate fi obținută însă și ca produs principal prin electroliză, distilare fracționată sau separare prin membrane .
Raportul de masă al izotopilor deuteriu/protiu este cel mai mare între izotopii stabili ai aceluiași element, ceea ce determina diferențe în comportamentul fizic și chimic al celor doi izotopi. Diferențele se transmit compusilor pe care izotopii îi formează, dintre care cel mai important este apa. Se cunosc de mult timp diferențele de proprietăți fizice și reactivitate chimică între apă grea și apă ușoară. Diferențe mai mici sau mai mari au fost observate și între apă din natură și apă cu conținut redus de deuteriu 
| Proprietăți                             | D2O (Apă grea) | H2O    |
| --------------------------------------- | -------------- | ------ |
| Punct de topire (solidificare) (°C)     | 3.83           | 0.0    |
| Punct de fierbere (°C)                  | 101.72         | 100.0  |
| Densitate (la 20°C, g/ml)               | 1.1056         | 0.9982 |
| Temperatura maximei densități (°C)      | 11.6           | 4.0    |
| Viscozitate (la 20°C, centipoise)       | 1.25           | 1.005  |
| Tensiune superficială (la 25°C, dyn·cm) | 71.93          | 71.97  |
| Căldură de solidificare (cal/mol)       | 1.515          | 1.436  |
| Căldură de vaporizare (cal/mol)         | 10.864         | 10.515 |

Începând cu anii 1990, au început să fie studiate unele efecte ale apei cu conținut redus de deuteriu în domeniul terapiei cancerului la om 

și la animale 

dar și în domeniile imunității , toxicologiei  și bolilor depresive . O atenție specială se acordă studiilor legate de efectul de anti-îmbătrânire al apei cu conținut redus de deuteriu 
 .
Un studiu efectuat în România (1999) a constatat că apa cu doar 30 ppm deuteriu a produs progrese semnificative constatate în rata de supraviețuire a șoarecilor expuși la radiații ionizante.
De câțiva ani au început să se producă și ape potabile cu conținut redus de deuteriu. Una dintre ele este fabricată în România sub numele de Qlarivia, prin metoda distilării izotopice .